# Croix-Rouge américaine
Pour un article plus général, voir Mouvement international de la Croix-Rouge et du Croissant-Rouge.
 (novembre 2024).
Si vous disposez d'ouvrages ou d'articles de référence ou si vous connaissez des sites web de qualité traitant du thème abordé ici, merci de compléter l'article en donnant les références utiles à sa vérifiabilité et en les liant à la section « Notes et références ».
La Croix-Rouge américaine est une organisation non gouvernementale des États-Unis fondée en 1881 par Clara Barton, à Washington. 
Elle est une des plus grandes sociétés nationales du Mouvement international de la Croix-Rouge et du Croissant-Rouge.
Elle intervient dans le domaine du secourisme (formations), des services de santé (don de sang, de plasma, d'organes), elle intervient après les catastrophes naturelles, elle est directement impliquée dans de nombreux projets internationaux, et elle fournit des services d'urgence aux membres de l'armée américaine.

## Historique

### Création
La Croix-Rouge américaine fut fondée le 21 mai 1881 à Washington, grâce aux efforts de Clara Barton. Elle avait organisé une première réunion le 12 mai, quinze personnes y étaient présentes, dont elle-même, future première présidente de l'organisation, et William Lawrence, futur premier vice-président. Le milliardaire John D. Rockefeller, ainsi que quatre autres mécènes et le gouvernement fédéral (présidence de Chester A. Arthur) donnèrent de l'argent pour créer le quartier général national de Washington, situé à proximité de la Maison-Blanche. Le bâtiment actuel fut construit plus tard, en 1917 (aujourd'hui réaffecté en musée).[réf. souhaitée]

### La fondatrice

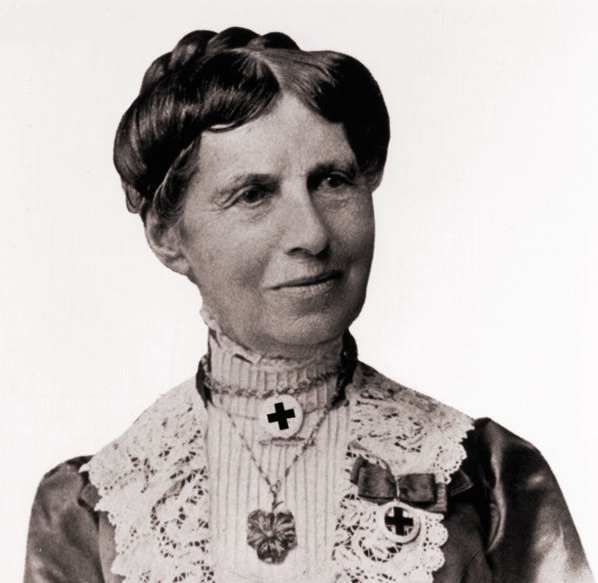
Clara Barton, première présidente de la Croix-Rouge américaine, 20 ans après sa fondation.

La fondatrice Clara Barton (1821-1912) avait fait une carrière d'enseignante, puis d'employée au bureau fédéral des brevets, lorsque la Guerre de Sécession éclata. Après avoir travaillé sans relâche dans l'action humanitaire pendant et après le conflit, sur les conseils de ses médecins en 1869, elle se rend en Europe pour se reposer. Là, elle assista et participa aux travaux de la Croix-Rouge internationale, lors de la guerre franco-prussienne de 1870. Elle rentre d'Europe, déterminée à implanter l'organisation de la Croix-Rouge en Amérique. Son mandat de présidente s'acheva en 1904. La première action de secours de l'American National Red Cross aura lieu pendant le grand incendie du Michigan (septembre 1881), lors duquel 5 000 personnes se retrouvèrent sans abri. Un autre événement marquant des débuts est celui de l’Inondation de Johnstown de 1889 qui détruisit entièrement la ville.[réf. souhaitée]

### Années 2000
Pour se situer dans les années 2000, on peut citer quelques actions de la décennie où la Croix-Rouge américaine a engagé d'importants moyens : 2001 avec les Attentats du 11 septembre 2001 ; 2005 avec les ouragans Katrina, Wilma et Rita ; 2006 avec le crash du vol 5191 Comair (Kentucky) ; 2007 avec les tornades de Floride et du Kansas, et la même année 2007 l'effondrement du pont I-35W du Mississippi (Minneapolis).[réf. souhaitée]

## Direction
Le président du Conseil des gouverneurs (en anglais : Chairman of the Board of Governors) est Bonnie McElveen-Hunter (deuxième mandat de trois ans) ; son chef de la direction est Gail-J. McGovern.[réf. souhaitée]
Les anciens dirigeants sont les suivants : Mary-S. Elcano, Mark-W. Everson, et John-F. Mac Guire.[réf. souhaitée]

## Siège national de la Croix-Rouge américaine

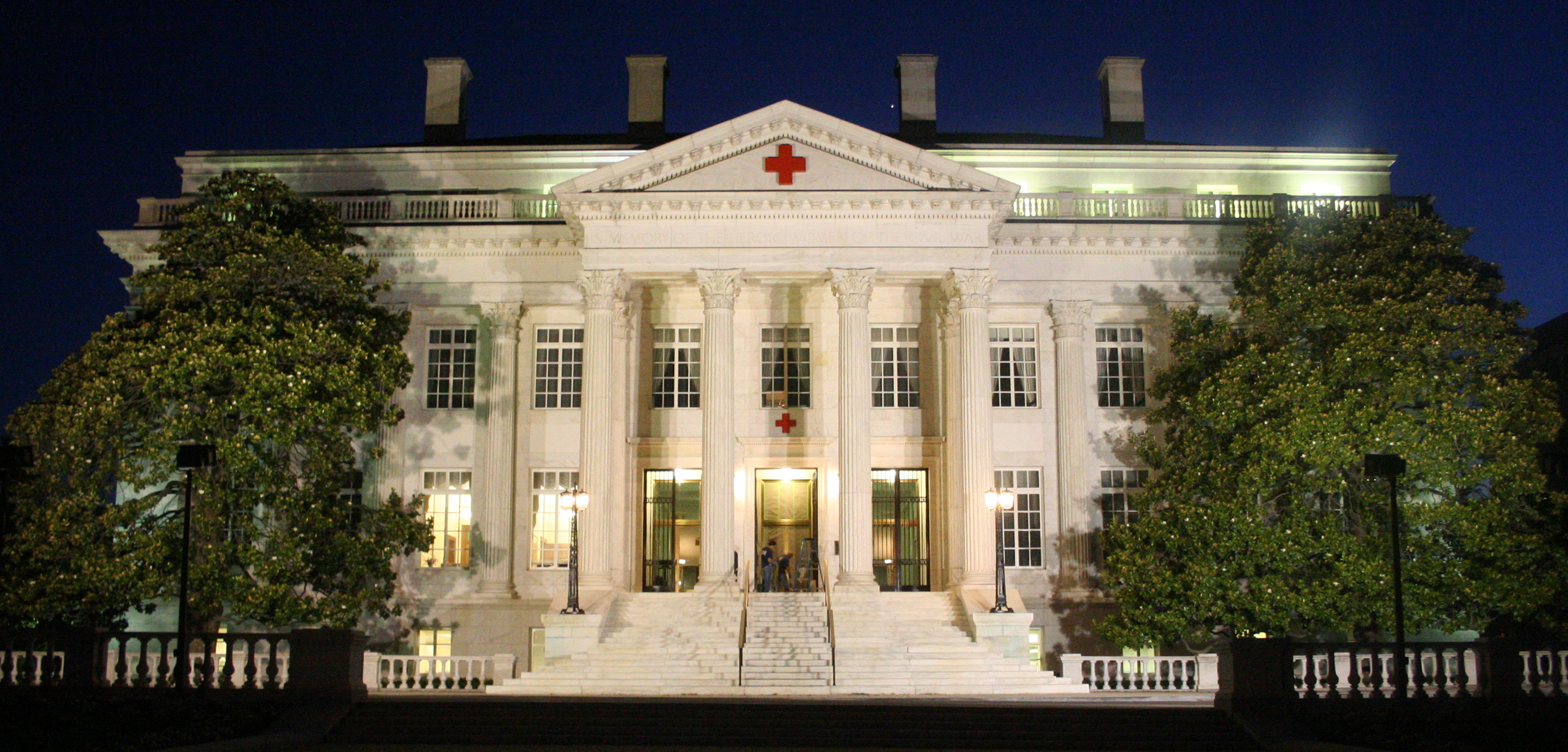
Le siège de la Croix-Rouge américaine, à Washington D.C.

Le siège national de la Croix-Rouge américaine est situé au 430, rue 17 NW, à Washington, D.C.. Construit entre 1915 et 1917, il sert à la fois de mémorial aux femmes qui ont servi dans la guerre civile américaine et comme siège pour la Croix-Rouge américaine. Il a été déclaré site historique national en 1965,.
Le siège national de la Croix-Rouge américaine est situé dans le centre de Washington situé à l'ouest du parc du Président, au sud de la Maison-Blanche; il est entièrement consacré aux installations de la Croix-Rouge. Le bâtiment principal du siège est une construction en pierre avec une façade de marbre blanc du Vermont. Il s'agit d'un bâtiment de trois étages de haut. Sa façade principale orientée vers l'est est flanquée d'un portique central de style néo-classique, avec six colonnes corinthiennes soutenant un fronton à pignon avec une croix rouge au centre. Les principales portes en bronze mènent dans un grand hall d'entrée central en marbre pourvu de niches dans lesquelles figurent des représentations allégoriques sculpturales de la Foi, l'Espoir et la Charité, exécutées par Hiram Powers.

## Quelques chiffres

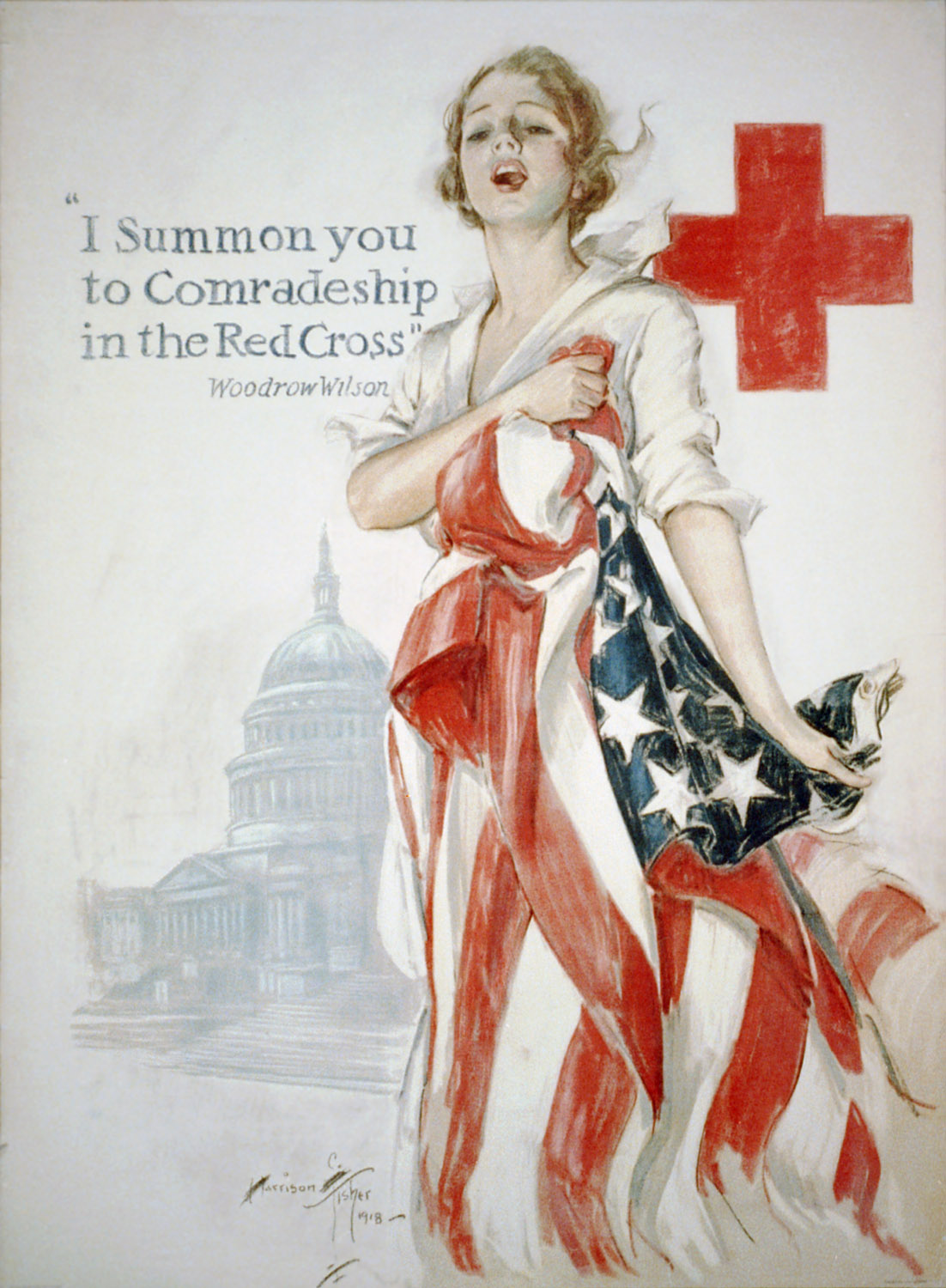
Affiche de la Croix-Rouge américaine en 1918.

- Effectifs : un demi-million de bénévoles ; 35 000 salariés.
- Organisation : 9 divisions administratives ; 700 centres locaux ;
- Aides : secours sur 70 000 catastrophes ; formation de 15 millions de personnes au secourisme ; échange de plus d'un million de messages d'urgence familiale pour le personnel militaire des États-Unis.

Les origines des principales ressources financières de l'organisation sont issues de :
- Dons et legs (4 milliards de dollars).
- Diffusion de produits sanguins (2 milliards de dollars).
- Budget : soit un budget de 6 milliards de dollars en revenus annuels.

Sources : [réf. souhaitée][Quand ?].

## Département santé et sécurité

### Secourisme
La Croix-Rouge américaine est connue pour prodiguer les premiers soins, la réanimation cardiopulmonaire (RCP), les défibrillateurs externes automatisés (DEA), et la salubrité de l'eau partout aux États-Unis. Les programmes de formation au secourisme visent principalement les lieux de travail, et les installations aquatiques. Chaque année, la Croix-Rouge américaine dispense des formations à environ 12 millions d'américains. De nombreux centres de la Croix-Rouge américaine vendent également des trousses de premiers secours et autres équipements connexes de sécurité.[réf. souhaitée]

### Services de santé

Logo de la Croix-Rouge Américaine (ARC).

#### Don de sang
La Croix-Rouge américaine fournit près de 44 % des dons de sang aux États-Unis. En décembre 2004, la Croix-Rouge américaine achève la plus grande installation de traitement de sang aux États-Unis à Pomona (Californie) sur le campus de la California State Polytechnic University.[réf. souhaitée]

#### Don d'organes
Depuis plus de vingt ans, la Croix-Rouge américaine s'occupe de greffe d'organes destinés à la transplantation dans son Programme de services. Elle a pris en charge pour des milliers de familles des donateurs qui ont fait don d'organes, et compte plus d'un million de bénéficiaires de transplantation. À la fin de janvier 2005, la Croix-Rouge américaine a cependant clos son programme de services de greffes afin de se concentrer sur ses principales missions de secours en cas de catastrophe et du don de sang.[réf. souhaitée]

#### Don de plasma
Leader dans le plasma, la Croix-Rouge fournit plus d'un quart de produits plasmatiques de la nation. La Red Cross plasma Services vise à fournir au peuple américain des produits de plasma fiables et rentables. En février 1999, la Croix-Rouge a achevé la réorganisation (287 millions de dollars de programme) de ses services et créé une nouvelle structure de gestion.[réf. souhaitée]

#### Tests NAT (Nucleic Acid Testing)
En mars 1999, la Croix-Rouge américaine est devenue la première banque de sang américaine à mettre en œuvre l'étude des tests sur Acide Nucléique. Différent des tests traditionnels de dépistage du virus du SIDA et du Virus de l'hépatite C, ce processus cherche le matériel génétique des virus, plutôt que la réponse du corps à la maladie.[réf. souhaitée]

#### Recherche
La Croix-Rouge gère le centre de recherche médicale Jerome H. Holland, basé à Rockville (Maryland). Chaque année, la Croix-Rouge américaine investit plus de 25 millions de dollars en activités de recherche au Laboratoire et sur le terrain ; la Croix-Rouge a identifié le fort potentiel de traitement des nouveaux moyens par la thérapie cellulaire (la thérapie cellulaire pourrait se révéler particulièrement utile pour les patients qui sont traités pour des maladies telles que le cancer) ; enfin, sur la déleucocytation (traitement des globules blancs pour éviter des complications de la transfusion), la Croix-Rouge se dirige vers l'échelle du système universel de réduction des leucocytes.[réf. souhaitée]

## Département catastrophes naturelles
Chaque année, la Croix-Rouge américaine répond immédiatement à plus de 70 000 catastrophes, y compris des incendies d'habitations (la majorité des catastrophes), ouragans, inondations, tremblements de terre, des tornades, les déversements de matières dangereuses, les accidents industriels, catastrophes aériennes, etc.
Bien que la Croix-Rouge américaine ne soit pas une agence gouvernementale, son autorité pour fournir des secours en cas de catastrophe a été officialisé lorsqu'en 1905, la Croix-Rouge a obtenu une charte du Congrès américain, qui ouvre la porte aux subventions publiques, mais aussi à une institutionnalisation des rapports entre la Croix-Rouge et la nation (droits et devoirs de la nation aux victimes de catastrophes, et à l'aide dans ses travaux avec ses dons).
Les secours de la Croix-Rouge américaine en cas de catastrophe se concentrent sur l'urgence immédiate. Quand survient une catastrophe, la Croix-Rouge fournit un abri, de la nourriture, des soins et des services psychologiques à répondre aux besoins humains fondamentaux. En plus de ces services, qui sont au cœur de la fonction de la Croix-Rouge, l'association aide ensuite les individus et familles touchées par des catastrophes pour leur permettre de reprendre leurs activités quotidiennes normales de façon autonome. L'organisation a également fournit des services de traduction et d'interprétariat à ceux qui sont touchés en cas de besoin, et tient à jour une base de données de bénévoles multilingues.
La Croix-Rouge peut assurer aussi en urgence le ravitaillement des travailleurs d'autres organismes, répondre aux demandes de renseignements de membres de la famille concernés en dehors de la zone sinistrée, prévoir l'acheminement de produits sanguins aux victimes de catastrophes, et informer ceux qui sont touchés par une catastrophe des autres aides disponibles. Elle est membre des organisations nationales américaines bénévoles de catastrophe (VOAD) et travaille en étroite collaboration avec d'autres organismes comme l'Armée du salut et l'Amateur Radio Emergency Service, avec qui elle a des protocoles d'accord.
À la différence d'autres sociétés nationales de la Croix-Rouge à travers le monde comme la Croix-Rouge mexicaine (en espagnol : Cruz Roja Mexicana), l'association ne gère pas de service national d'ambulances, ni d'urgences hospitalières : ces rôles sont laissés à l'échelle locale, régionale ou fédérale aux différents organismes responsables, en fonction de la National Response Plan. Les véhicules d'intervention d'urgence (ERVs) de la Croix-Rouge américaine ressemblent aux ambulances, mais sont plutôt conçus pour distribution en vrac de fournitures de secours, tels que des repas chauds, des boissons ou d'autres fournitures de secours. Et si les abris de centre de secours ont généralement une infirmière affectée à l'installation, ils ne sont pas équipés pour fournir des soins médicaux d'urgence au-delà des simples premiers secours.
En termes d'organisation, les services des ressources humaines de Secours aux Sinistrés (DSHR) tiennent à jour une base de données nationale des bénévoles, où les intervenants sont classés par leur capacité à servir dans une ou plusieurs activités au sein des groupes. Surtout dans le cadre du National Response Plan qui coordonne la sécurité civile aux États-Unis, la Croix-Rouge américaine non seulement distribue aliments et abris aux victimes de catastrophes, mais en plus assume la responsabilité de la coordination logistique des efforts fédéraux sur la zone pour les domaines : des premiers secours, du logement, et des aides d'urgence (seul organisme de bienfaisance habilité à ce cadre d'action). Toujours dans le cadre du plan d'urgence national, l'American Red Cross remplit d'autres fonctions de soutien d'urgence, telles que le soutien au gouvernement fédéral pour la distribution d'eau et de glace.

## Département International
Bien que la Croix-Rouge américaine fasse partie de la Fédération Internationale de la Croix-Rouge et du Croissant-Rouge, elle est directement impliquée dans de nombreux projets internationaux, au travers de son département spécialisé. Elle contribue notamment pour la lutte contre la rougeole et le paludisme en Afrique, et les secours en Asie du Sud-Est après le tsunami de 2004.
Pour répondre rapidement et efficacement aux catastrophes naturelles, la Croix-Rouge américaine a pré-positionné des fournitures de secours d'urgence dans deux entrepôts gérés par la Fédération internationale à Dubaï et au Panama. Une unité d'intervention d'urgence (ERU) est une des autres méthodes avec laquelle la Croix-Rouge américaine répond aux situations d'urgence. Une ERU est composée de personnel qualifié et d'équipement technique essentiel pré-emballé pour répondre à des catastrophes brusques et à grande échelle ainsi qu'à des situations d'urgence dans des régions éloignées.
L'American Red Cross International Services promeut des initiatives mondiales pour la santé, axées sur la réduction de la mortalité infantile, l'amélioration de la santé maternelle et la lutte contre les maladies infectieuses. Grâce à un bon rapport coût-efficacité, à la base communautaire des interventions de santé, la Croix-Rouge américaine essaye de secourir un grand nombre de personnes dans le besoin, sur les bases de l'accessibilité et l'équité des soins, la participation de la communauté locale et l'intégration avec d'autres initiatives de développement communautaire, tels que l'approvisionnement en eau et son assainissement, l'alimentation et les programmes de nutrition.
Un exemple de ses programmes de santé est l'initiative contre la rougeole, lancée en 2001, avec l'objectif d'en réduire la mortalité de 90 % d'ici 2010 par rapport à 2000. Au centre de ces efforts, on retrouve la Croix-Rouge américaine, les US Centers for Disease Control and Prevention, la Fondation des Nations unies, l'UNICEF et l'Organisation mondiale de la santé. L'initiative contre la rougeole a mobilisé plus de 308 millions de dollars US pour soutenir des campagnes de sensibilisation dans plus de 43 pays en Afrique et en Asie.
En décembre 2006, la Croix-Rouge américaine a rejoint comme un partenaire fondateur la Malaria No More campagne, qui a été formée par des organisations non gouvernementales pour inciter les personnes, institutions et organisations du secteur privé à soutenir une approche globale pour éradiquer la malaria, une des maladies des plus dévastatrices mais évitable. Le rôle de la Croix-Rouge américaine dans le cette initiative est de soutenir la Croix-Rouge et le Croissant-Rouge en Afrique, déjà présents sur place au travers des bénévoles chargés de l'éducation des familles et des communautés sur la prévention du paludisme et ses traitements (utilisation de moustiquaires et insecticides). La Croix-Rouge américaine fournit une assistance technique et le renforcement des capacités de soutien à ses partenaires pour lutter contre le paludisme, même dans les lieux les plus difficiles à atteindre.
La Croix-Rouge américaine traite aussi internationalement des demandes de recherche pour les familles séparées par une catastrophe (par la guerre, politique génocidaire, ou catastrophes naturelles) qui tentent de localiser des parents vivants dans le monde entier. Le rétablissement des liens familiaux peut également passer par les services de l'échange de messages Croix-Rouge entre les individus et leurs proches réfugiés ou de prisonniers de guerre. La Croix-Rouge américaine s'appuie pour ces actions sur les autres structures de la Croix-Rouge et du Croissant-Rouge : Sociétés nationales, Comité international de la Croix-Rouge. Des bureaux spécifiques ont été créés pour différentes séparations familiales (ex-URSS, Holocauste), et les victimes du World Trade Center.
Enfin, dans le cadre de sa mission, l'American Red Cross International Services a pour mandat d'éduquer le public américain sur les principes directeurs du droit international humanitaire (DIH) pour la conduite en temps de guerre tel qu'il est défini par les Conventions de Genève de 1949. Pour ce faire, American Red Cross International Services offre des cours de droit international humanitaire et des possibilités de formation pour instructeurs du droit international humanitaire. Il travaille également à la mise en œuvre du programme « Explorons le droit humanitaire » (EHL) aux États-Unis.

## Services aux armées
Bien que n'étant pas un organisme gouvernemental mais indépendant, la Croix-Rouge américaine fournit des services d'urgence aux membres de l'armée américaine. Un des plus notables est la « communication familiale d'urgence », où les familles peuvent contacter la Croix-Rouge pour envoyer des messages familiaux importants à un militaire (comme un décès dans la famille, ou une nouvelle naissance).
La Croix-Rouge peut aussi agir comme un organisme de vérification d'une situation individuelle. La Croix-Rouge américaine travaille en étroite collaboration avec d'autres organismes militaires, comme l'administration des anciens combattants, pour fournir d'autres services aux soldats et à leurs familles. La Croix-Rouge américaine n'est pas impliquée dans la gestion des prisonniers de guerre, mais ceux-ci sont contrôlés par le Comité international de la Croix-Rouge (CICR), un organisme international indépendant de toute nation.

## Musée
Depuis 1975, la Croix-Rouge américaine possède son propre musée : le Clara Barton National Historic Site. Il est sur la commune de Glen Echo (Maryland). Il s'agit du premier site historique américain consacré aux réalisations d'une femme, et préserve l'histoire de la Croix-Rouge américaine et du dernier domicile de sa fondatrice. Clara Barton a en effet passé les quinze années de sa vie dans son domicile de Glen Echo, et il a servi de siège de la Croix-Rouge américaine à ses débuts, à la fin du XIXe siècle. Sur trois niveaux en visite guidée, le National Park Service a restauré onze pièces, dont les anciens bureaux de la Croix-Rouge et la chambre de Clara Barton.[réf. souhaitée]

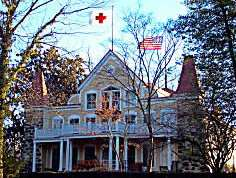
Le bâtiment du Clara Barton National Historic Site, Maryland.

## Parrainages
Chaque année depuis 2002, la Croix-Rouge américaine met en avant une célébrité nationale, dans le cadre du « Programme de sensibilisation » pour aider à faire connaître l'ARC et mettre en lumière ses initiatives et efforts d'intervention. Ces personnes aident aussi directement la Croix-Rouge en faisant don de leur temps pour prêter leur nom à divers projets.
On peut citer parmi ces parrains : Pierce Brosnan, Jackie Chan, George Foreman, Julianne Moore, Jane Seymour[réf. souhaitée].